# Srilankamys ohiensis
Srilankamys ohiensis  (Phillips, 1929) è l'unica specie del genere Srilankamys (Musser, 1981), endemica dello Sri Lanka.

## Descrizione

### Dimensioni
Roditore di piccole dimensioni, con lunghezza della testa e del corpo di 145 mm, la lunghezza della coda di 173 mm, la lunghezza del piede di 30 mm e la lunghezza delle orecchie di 30 mm.

### Caratteristiche craniche e dentarie
Il cranio ha un rostro lungo e stretto, le creste temporali e post-orbitali poco sviluppate, un foro incisivo corto e una bolla timpanica piccola.
Sono caratterizzati dalla seguente formula dentaria:

### Aspetto
La pelliccia è corta, densa e soffice. Le parti superiori sono grigio scuro lucido, con dei riflessi marroni, mentre le parti ventrali sono color crema pallido. La linea di demarcazione lungo i fianchi è netta. Le vibrisse sono lunghe e sottili. Le orecchie sono piccole, scarsamente ricoperte di peli e dello stesso colore delle parti dorsali. Il dorso delle zampe anteriori è bianco eccetto una striscia bruno-grigiastra che si estende dall'avambraccio fino al polso. Il dorso dei piedi è bianco, mentre le anche sono grigio-brunastre. I piedi sono lunghi e sottili, come le dita. Ogni pianta dei piedi è priva di peli e munita di 6 piccoli cuscinetti oblunghi. Gli artigli sono piccoli, corti e non ricurvi. La coda è più lunga della testa e del corpo, con 12 anelli di scaglie per centimetro. È bruno-grigiastro scuro dorsalmente e bianca inferiormente e sulla punta. Le femmine hanno un paio di mammelle pettorali, un paio post-ascellari e due paia inguinali.

## Biologia

### Comportamento
È una specie prevalentemente notturna e fossoria.

## Distribuzione e habitat
Questa specie è endemica di alcune zone dello Sri Lanka.
Vive nelle foreste sempreverdi di pianura e montane tra 915 e 2.310 metri di altitudine.

## Conservazione
La IUCN Red List, considerato l'areale ristretto e il continuo declino del proprio habitat, classifica S.ohiensis come specie vulnerabile (VU).